# Liste der Naturdenkmale in Erlensee
Die Liste der Naturdenkmale in Erlensee nennt die in der Stadt Erlensee im Main-Kinzig-Kreis gelegenen Naturdenkmale.
| Bild | Bezeichnung | Ortsteil, Lage                              | Beschreibung | Art        | Nr.    |
| ---- | ----------- | ------------------------------------------- | ------------ | ---------- | ------ |
| BW   | Stieleiche  | Langendiebach 50° 9′ 5,7″ N, 8° 58′ 45,6″ O |              | Stieleiche | 435202 |

## Belege
1. ↑  
Naturdenkmale im Main-Kinzig-Kreis. (PDF; 74 kB) Umweltbericht MKK. Main-Kinzig-Kreis, August 2015, archiviert vom Original (nicht mehr online verfügbar) am 24. Januar 2016; abgerufen am 22. Januar 2016.

- Karte mit allen Koordinaten:
- OSM |
- WikiMap